# 5736 Sanford
5736 Sanford eller 1989 LW är en asteroid i huvudbältet som upptäcktes 6 juni 1989 av den amerikanske astronomen Eleanor F. Helin vid Palomar-observatoriet. Den är uppkallad efter John Sanford.
Asteroiden har en diameter på ungefär 5 kilometer och den tillhör asteroidgruppen Phocaea.